# Yvon Crocq
Yvon Crocq ou Ivon Krog, né à Kervignac en Poullan, pays Penn Sardin, le 15 août 1885 et mort à Brest le 29 mars 1930, est un auteur  de contes populaires en langue bretonne. Il a écrit sous divers pseudonymes, Eostig Kerineg étant le plus connu. Il s'était marié le 05 août 1907 à Brest avec Marie-Alexandrine BERREZAY avec qui il eut cinq enfants.  
Il a publié:
- Eur Zac'had marvailhou. Recueil de contes.
- Kleñved ar medalennou. Comédie.
- Mab-kaer ar Roue
- Ul labous a varver !